# STS-6
STS-6 (Space Transportation System-6) var Challengers første rumfærge-mission.
Opsendt 4. april 1983 og vendte tilbage den 9. april 1983.
På missionen blev den første af kommunikationssatellitterne Tracking and Data Relay Satellite (TDRS-1) sat i kredsløb og den første rumvandring i Rumfærge-programmet udført.

## Besætning
- Paul Joseph Weitz (kaptajn)
- Karol Joseph Bobko (pilot)
- Donald Herod Peterson (missionsspecialist)
- Story Franklin Musgrave (missionsspecialist)

## Missions højdepunkter
Rumfærgen skulle have været opsendt den 20. januar, men blev udsat pga. hydrogen lækager i hovedmotorerne. Flere sprækker blev opdaget under kontrollen, og alle motorerne blev fjernet og udskiftet. Mens motorerne blev udskiftet skadede en storm dele af lasten, og opsendelsen blev yderligere udsat til 4. april.
Den første rumvandring (EVA) i rumfærge-programmet. Rumvandringen der varede 4 timer og 17 minutter blev udført af Peterson og Musgrave. Der opstod en problem med TDRS satellitten som skulle sættes i kredsløb. En fejl på satellittens raket resulterede i at den endte i en for lav omløbsbane. Ekstra brandstof i satellitten blev brugt for at placere den i rigtig bane og derved undgik den 100$ millioner USD satellit at gå tabt.
- Peterson og Weitz ombord på Challenger.
- Tracking and Data Relay Satellite (TDRS) satellitten.
- Story Musgrave på rumvandring.